# Working Men's College

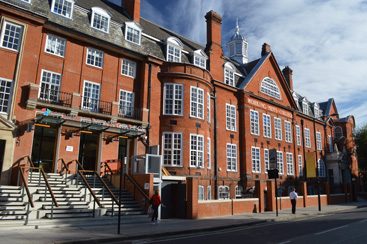
Working Men's College, Londen

Het Working Men's College is een instelling voor volwassenonderwijs in Londen dat werd opgericht in 1854. Aanvankelijk was het Working Men's College bedoeld om extra scholing aan te bieden aan arbeiders en ambachtslieden, maar vanaf de tweede helft van de twintigste eeuw staat dit college open voor iedere volwassene. Het onderwijs is gebaseerd op de zeven vrije kunsten (Liberal Arts). 

## Geschiedenis
Het Working Men's College is het initiatief van de vroege christensocialistische beweging in het Verenigd Koninkrijk. Zij zagen in onderwijs de sleutel tot het verbeteren van het lot van de arbeiders en ambachtslieden om zich staande te houden in het industriële tijdperk. De school werd in 1854 opgericht door de theoloog en christensocialist F.D. Maurice, de schrijver en theoloog Charles Kingsley, de advocaat en schrijver Thomas Hughes, de advocaat John Malcolm Forbes Ludlow, de schoonzoon van Darwin, Richard Buckley Litchfield, de wetenschapper Charles Blachford Mansfield, de filosoof John Stuart Mill en enkele anderen. De bedoeling was om door middel van het liberal artsprogramma de kennis van de studenten te vergroten. In tegenstellig tot andere scholen voor volwassenen werd er les gegeven door hoog gekwalificeerde docenten. Naast de genoemde oprichters gaven ook de bekende schrijvers kunstenaars zoals John Ruskin en Dante Gabriel Rossetti er les.

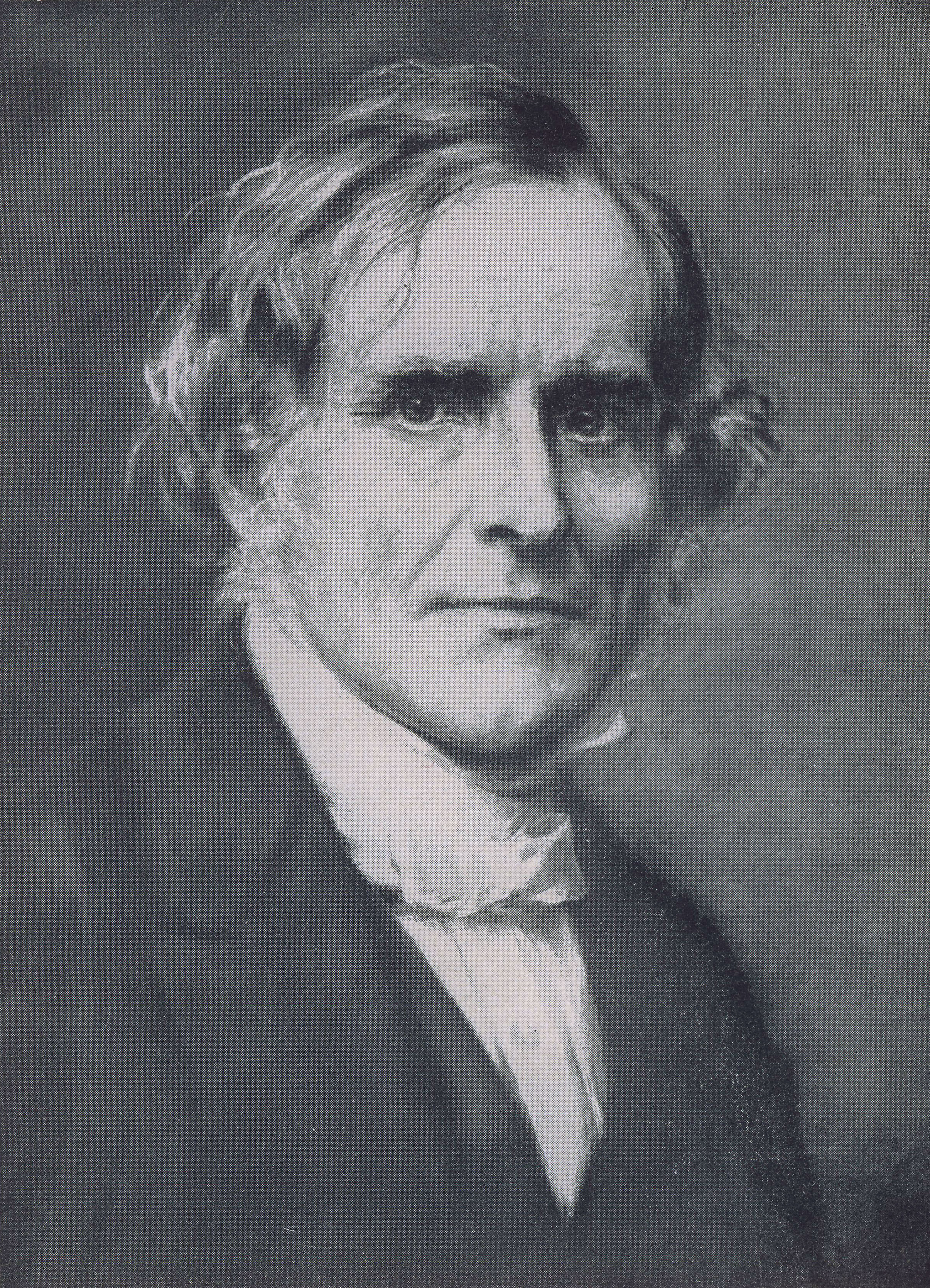
Medeoprichter F.D. Maurice

In 1864 werd door Elizabeth Malleson het Working Women's College opgericht. Malleson was een onderwijskundige en pleitbezorger van vrouwenrechten. 
Sinds 1905 is de Working Men's College gelegen in Camden Town, Londen.
De eerste directeur (Principal) was oprichter Frederick Denison Maurice, die deze functie van 1854 tot zijn dood in 1872 bekleedde. 